# Lactone

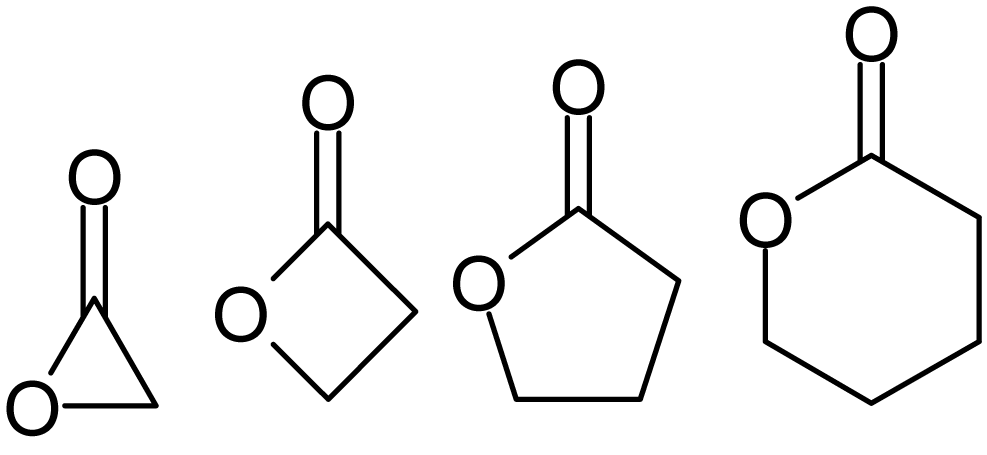
Nomenclature des lactones : α-acétolactone, β-propiolactone, γ-butyrolactone, et δ-valérolactone.

Les lactones sont une famille de composés organiques qui contiennent une fonction ester dans un cycle.
Elles composent nombre de composés organiques, et entrent dans de nombreuses bases et compositions utilisées par l'industrie de l'aromatisation (20 000 kg utilisés en 1987 sous forme d'additifs). Les lactones contribuent à l'arôme de produits alimentaires naturels ou transformés, très divers (fruits, produits laitiers, etc.).

## Familles

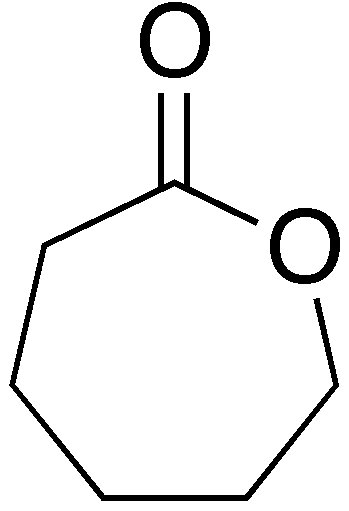
Structure de l'ε-caprolactone, hétérocycle à six carbones.

Une lactone est un hétérocycle oxygéné, provenant de la cyclisation (ou lactonisation) d'hydroxyacides. Les γ- et δ-lactones, appelées aussi 4- et 5-olides, représentent les deux structures les plus fréquemment identifiées dans la composition des arômes. Elles résultent, respectivement, de la cyclisation des acides hydroxylés en position 4 ou 5.
Les principales lactones comportent entre quatre (ex. : butyrolactone) et douze (ex. : dodécalactone) atomes de carbone. Leur diversité repose sur la chiralité de ces molécules, la nature des groupes latéraux, ainsi que sur la présence ou non d'insaturation au niveau de la chaîne latérale ou du cycle (Dufossé et al., 1994). Ces molécules sont présentes dans plus de 120 produits alimentaires (fruits, légumes, produits laitiers, viandes, etc.), ce qui explique leur importance dans l'industrie des arômes. Elles sont en général à l'origine de notes aromatiques fruitées, lactées…

Il existe des lactones avec double liaison en béta.
La position de l'oxygène du groupe carbonyle correspond à l'atome d'oxygène de l'ester. La position de l'atome de carbone en béta correspond à la position du groupe carbonyle de la fonction ester.
(CH2)n-C(=O)-CH=CH-(Ch2)n-
‌
Avec catalyse acide
-(CH2)n-C(=O)-CH=CH-(CH2)n- plus H2O plus H+
On a -(CH2)n- O - C(=O) - CH2 - CH2 - (CH2)n plus H+
En détails il y a fixation du proton, 
Puis mésomérie, puis restitution du proton 
Puis ouverture/fermeture du cycle.

## Propriétés sensorielles
D’un point de vue organoleptique, les lactones se caractérisent généralement par une odeur à caractère fruité. Le nombre d'atomes de carbone dans le cycle des lactones joue un rôle dans les propriétés sensorielles de ces molécules.
Par exemple :
- C5 : « herbacée » ;
- C7 : « noisette » ;
- C8 : « caramel », « noix de coco » ;
- C10 : « pêche » ;
- C12 : « pêche », « beurre ».

En revanche, l'odorat semble peu différencier deux énantiomères de lactones.

Coumarine.

## Dilactone
Une dilactone est une structure comportant deux motifs lactone.

Structure de l'acide hexahydroxydiphénique, un motif trouvé dans des ellagitanins.
L'acide lutéique est la monolactone de l'acide hexahydroxydiphénique.
L'acide ellagique est la dilactone de l'acide hexahydroxydiphénique.